# KF Feronikeli
FC Feronikeli 74 (albánsky: Klubi Futbollistik Feronikeli 74, zkratka: KF Feronikeli), známý jako Feronikeli 74 nebo Feronikeli, je kosovský fotbalový klub z Drenasu. Klub hraje Superligu Kosova, což je nejvyšší fotbalová soutěž v zemi.
Byl založen v roce 1974. Klub hrál předkolo Ligy mistrů, kde vyhrál 2 zápasy v 0. předkole, ale poté vypadl.

## Soupiska
| Číslo |                   | Pozice | Hráč                        |
| ----- | ----------------- | ------ | --------------------------- |
| 1     | Portugalsko       | B      | Mickaël Meira               |
| 2     | Kosovo            | O      | Granit Musa                 |
| 3     | Kosovo            | O      | Armend Halili               |
| 4     | Kosovo            | O      | Adnan Haxhaj                |
| 5     | Kosovo            | O      | Lapidar Lladrovci (kapitán) |
| 7     | Severní Makedonie | Z      | Jakup Berisha               |
| 8     | Kosovo            | O      | Ahmet Haliti                |
| 9     | Burkina Faso      | Ú      | Abdoul Zoungrana            |
| 10    | Kosovo            | Z      | Ibrahim Cërvadiku           |
| 11    | Kosovo            | Ú      | Fiton Hajdari               |
| 12    | Kosovo            | B      | Amrush Bujupi               |
| 13    | Kosovo            | O      | Leonit Gashi                |
| 14    | Kosovo            | Z      | Agron Bruqi                 |
| 15    | Kosovo            | O      | Rinor Brahimi               |
| 16    | Kosovo            | Z      | Visar Hoxha                 |
| 17    | Kosovo            | Ú      | Alban Shillova              |

| Číslo |                   | Pozice | Hráč                |
| ----- | ----------------- | ------ | ------------------- |
| 18    | Kosovo            | Z      | Shpresim Zogu       |
| 19    | Argentina         | Ú      | Rubén Darío Tarasco |
| 20    | Kosovo            | Z      | Behar Maliqi        |
| 21    | Kosovo            | Z      | Rizah Bardhi        |
| 23    | Kosovo            | Z      | Alban Shabani       |
| 24    | Kosovo            | Z      | Robert Rrahmani     |
| 28    | Mexiko            | Ú      | Martín Zúñiga       |
| 29    | Kosovo            | Ú      | Rizon Hoti          |
| 34    | Kosovo            | O      | Arlind Krasniqi     |
| 44    | Kosovo            | O      | Tun Bardhoku        |
| 61    | Kosovo            | Z      | Rrustem Morina      |
| 77    | Severní Makedonie | Ú      | Ilirid Ademi        |
| 80    | Kosovo            | Z      | Florent Avdyli      |
| 88    | Kosovo            | Z      | Endrit Morina       |
| 99    | Severní Makedonie | O      | Arlind Aliti        |

## Vystoupení v evropských pohárech
| Sezóna  | Soutěž                   | Kolo        | Soupeř              | Doma | Venku | Celkem |
| ------- | ------------------------ | ----------- | ------------------- | ---- | ----- | ------ |
| 2019/20 | Liga mistrů UEFA 2019/20 | 0. předkolo | Lincoln Red Imps FC | 1–0  | 1–0   | 1–0    |
| 2019/20 | Liga mistrů UEFA 2019/20 | 0. předkolo | FC Santa Coloma     | 2–1  | 2–1   | 2–1    |
| 2019/20 | Liga mistrů UEFA 2019/20 | 1. předkolo | The New Saints FC   | 0−1  | 2–2   | 2–3    |
| 2019/20 | Evropská liga            | 2. předkolo | Slovan Bratislava   | 0−2  | 1−2   | 1−4    |